# Міклош Анна Анатоліївна
Анна Міклош (23 червня 1978 року, Ленінград, СРСР) — російська акторка театру та кіно.

## Життєпис
Анна Анатоліївна Молчанова народилася 23 червня 1978 року у Ленінграді. Закінчила Санкт-Петербурзький державний університет культури і мистецтв. Після закінчення навчання Міклош стала працювати на телебаченні та зніматися у кіно. Також Анна грає у театрі.

## Телебачення
- Метеорит (2014)
- Консультант (2016)
- Невірна (2021)